# Full Circle (альбом Drowning Pool)
Full Circle — це третій студійний альбом хард-рок-гурту Drowning Pool, випущений 7 серпня 2007 року. Це — перший із двох студійних релізів за участю Раяна Мак-Комбза, на той час — колишнього вокаліста гурту SOiL, який приєднався до гурту після виходу з нього Джейсона Джонса у 2005 році. Цей альбом має менш пост-ґрандж-орієнтоване звучання, якщо порівнювати із попереднім студійним альбомом гурту — Desensitized. Перший сингл альбому, «Soldiers», присвячений Збройним силам США.
Альбом дебютував на 64-й сходинці американського чарту Billboard 200, продавши близько 10 000 копій протягом першого тижня. Станом на 12 вересня 2007 року було продано близько 29 000 копій альбому у самих лише Сполучених Штатах.
Було випущено чотири сингли для реклами альбому. Останній з них — «Shame» — вийшов 29 червня 2009 року, майже через два роки після виходу самого альбому.

## Створення та запис
Full Circle — це єдиний студійний альбом Drowning Pool, який вміщує понад 11 треків, а саме — 13. Мак-Комбз сказав, що «Shame» — одна з його найулюбленіших композицій альбому. Full Circle не був достатньо успішний в комерційному плані, але досить позитивно сприйнятий фанами. Drowning Pool провели декілька концертних турів на підтримку альбому. Весь гурт зробив свій внесок у написання текстів та музики альбому, а також до цього долучився ще один автор — Ніккі Сікс, який написав для гурту пісню під назвою «Reason I'm Alive», яка вийшла в складі альбому. Також серед його композицій є кавер на пісню Біллі Айдола — «Rebel Yell».

## Список треків
| #     | Назва                                | Автор                     | Тривалість |
| ----- | ------------------------------------ | ------------------------- | ---------- |
| 1.    | «Full Circle»                        | Drowning Pool             | 3:18       |
| 2.    | «Enemy»                              | Drowning Pool             | 3:26       |
| 3.    | «Shame»                              | Drowning Pool             | 3:10       |
| 4.    | «Reborn»                             | Drowning Pool             | 4:09       |
| 5.    | «Reason I'm Alive»                   | Ніккі Сікс                | 3:50       |
| 6.    | «Soldiers»                           | Drowning Pool             | 3:31       |
| 7.    | «Paralyzed»                          | Drowning Pool             | 3:42       |
| 8.    | «Upside Down»                        | Drowning Pool             | 4:18       |
| 9.    | «37 Stitches»                        | Drowning Pool             | 3:50       |
| 10.   | «No More»                            | Drowning Pool             | 4:35       |
| 11.   | «Love X2»                            | Drowning Pool             | 3:25       |
| 12.   | «Duet»                               | Drowning Pool             | 3:21       |
| 13.   | «Rebel Yell» (кавер на Біллі Айдола) | Біллі Айдол, Стів Стівенс | 4:22       |
| 49:04 |                                      |                           |            |

## Учасники
Drowning Pool
- Раян Мак-Комбз — вокал
- Стіві Бентон — баси
- Сі-Джей Пірс — гітара
- Майк Льюс — ударні

### Виробництво
- Продюсований Беном Шіґелем, за винятком «Reason I'm Alive», продюсуванням якої займалися Ніккі Сікс та DJ Ashba.
- Записаний Беном Шіґелем на студії January Sound Studio, Даллас, штат Техас. Помічник звукорежисера — Тай Робінсон.
- Мікшування — Майк Плотнікофф.
- Звукорежисура «Reason I'm Alive» — Майкал Блу
- Художнє оформлення — П. Р. Браун
- Знімки з концертів — Мішель Оверсон
- Виконавчий продюсер — Алан Ковач

## Чартові позиції
| Рік  | Чарт                  | Позиція |
| ---- | --------------------- | ------- |
| 2007 | US Billboard 200      | 64      |
| 2007 | US Independent Albums | 7       |

### Чарти синглів
| 2007 | «Soldiers»    | 20 |
| 2007 | «Enemy»       | 20 |
| 2008 | «37 Stitches» | 5  |
| 2009 | «Shame»       | 26 |